# Takumi Komatsu
Takumi Komatsu (小松 拓幹 Komatsu Takumi?), född 9 april 1997 i Osaka prefektur, är en japansk fotbollsspelare.
Komatsu började sin karriär 2020 i Kamatamare Sanuki.